# Waalbroek
Waalbroek (Limburgs: D'r Waalbróch) is een buurtschap tussen Bocholtz en Simpelveld in de gemeente Simpelveld in de Nederlandse provincie Limburg.
De naam Waalbroek is afgeleid van Waal (Franstalige) en broek, een moerassig gebied. De buurtschap ligt in het Eyserbeekdal en door de buurtschap stroomt de Eyserbeek. In de buurtschap staat de Waalbroekerhof, oorspronkelijk een laathof van de cisterciënzerinnenabdij Val-Benoit uit Luik.
Naar het noordelijk gelegen natuurgebied Groeve Sweijer loopt een wandelpad.

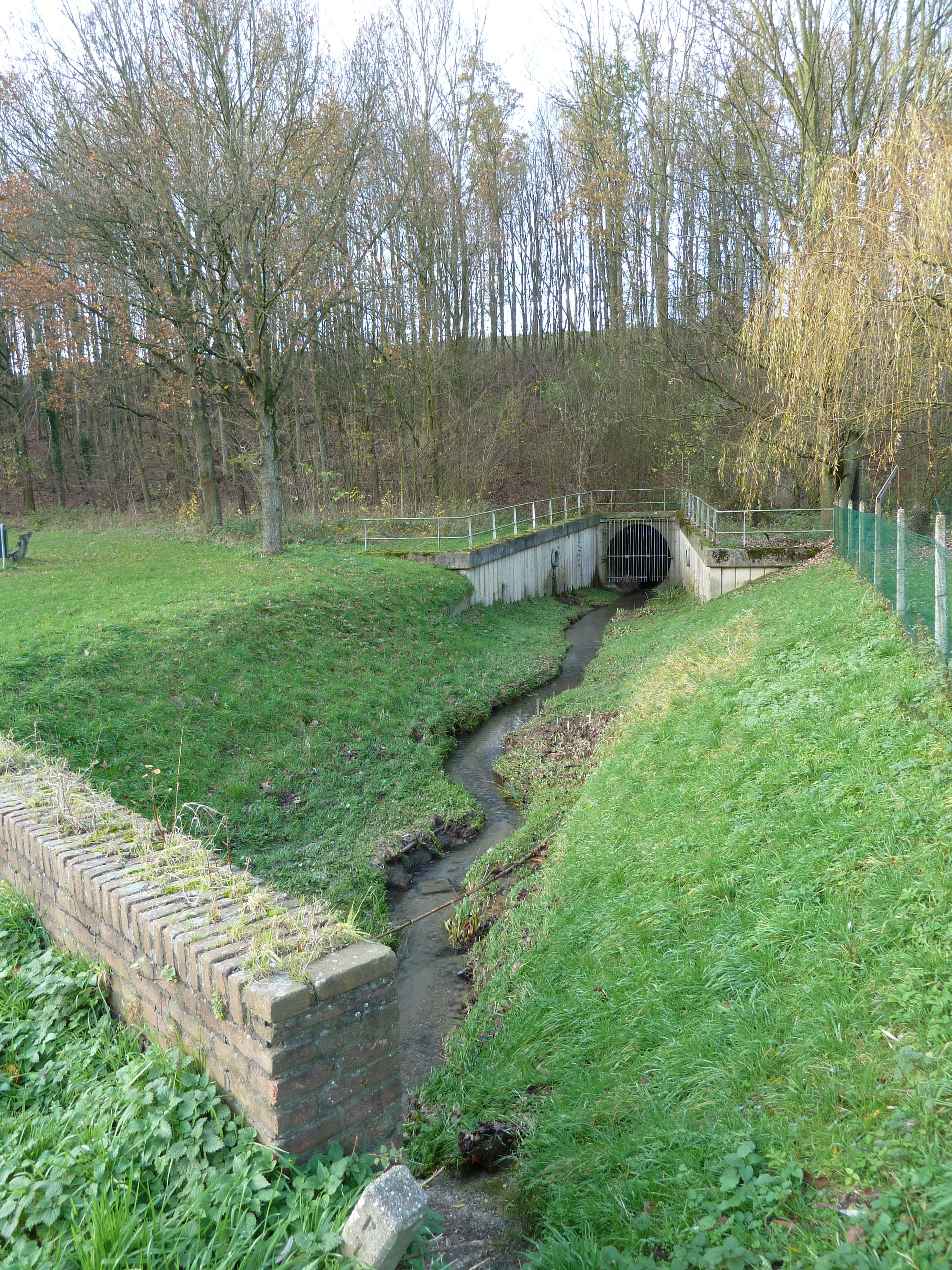
Eyserbeek gaat onder de N281 door, gezien vanaf Broek

Dorpen: Bocholtz · Simpelveld

Gehuchten en buurtschappen: Baaks/Sweijer · Baneheide · Bocholtzerheide · Bosschenhuizen · Broek · Bulkemsbroek · Huls · In de Gaas · Molsberg · Prickart · Rodeput · Vlengendaal · Waalbroek · Zandberg

Limburg: Steden en dorpen      Nederland: Provincies · Gemeenten